# 伊根 (明尼蘇達州)
伊根（英語：Eagan）是美國明尼蘇達州達科他縣的一座城市，與門多塔海茨、因佛格羅夫海茨、羅斯芒特、蘋果谷、伯恩斯維爾等城市比鄰，依據2020年美國人口普查報告人口68,855人。

## 外部來源
- City of Eagan – Official site （页面存档备份，存于）